# ديك أوليفر
ديك أوليفر (بالإنجليزية: Dick Oliver)‏ هو مراسل ميداني أمريكي، ولد في 11 أبريل 1939 في أستوريا، كوينز في الولايات المتحدة، وتوفي في 11 نوفمبر 2016 في نيويورك في الولايات المتحدة بسبب مرض.